# War Hawk
Con il termine War Hawk ("falco da guerra" in inglese) si indicano originariamente i membri della camera dei Rappresentanti degli Stati Uniti del XII Congresso degli Stati Uniti, che sostenevano la guerra contro il Regno Unito nella guerra del 1812. 

## Storia
La fazione dei falchi comprendeva essenzialmente Henry Clay, il capo visto che era il leader al Congresso del Partito Democratico-Repubblicano, e i membri di tale fazione che mise alla guida di tutte le commissioni più importanti, cosa che gli procurò un effettivo controllo sui lavori parlamentari.
Nel 1812 le relazioni tra Stati Uniti e Impero britannico vacillarono, i War Hawks volevano ottenere territori dal Canada e fecero pressione sul presidente degli Stati Uniti James Madison, che alla fine dovette cedere, ciò portò alla guerra del 1812.

### In tempi attuali
In seguito il termine continuò a venire utilizzato, quale americanismo per indicare uno stato politico aggressivo, esplicitato prima per via diplomatica e in seguito militarmente. Si oppongono i pacifisti, il cui simbolo sono le colombe.